# Dompierre-sur-Charente
Dompierre-sur-Charente é uma comuna francesa na região administrativa da Nova Aquitânia, no departamento de Charente-Maritime. Estende-se por uma área de 8,29 km². Em 2010 a comuna tinha 473 habitantes (densidade: 57,1 hab./km²).